# 坂本龍一提供楽曲一覧
坂本龍一提供楽曲一覧（さかもとりゅういちていきょうがっきょくいちらん）は、坂本龍一の作詞・作曲・編曲・プロデュース楽曲に関する一覧記事。

## プロデュース

### シングル

#### 1980年 - 1989年
1980年
- Phew
  - 「終曲（フィナーレ）/うらはら」

1982年
- 前川清
  - 「雪列車」

1985年
- 荻野目洋子
  - 「無国籍ロマンス」

1986年
- 如月小春
  - 「NEO PLANT」

#### 1990年 - 1999年
1993年
- 中森明菜
  - 「Everlasting Love ・ NOT CRAZY TO ME」
- Aztec Camera
  - 「Dreamland」(ロディ･フレイム､坂本龍一 共同プロデューサー)

1994年
- GEISHA GIRLS
  - 「Grandma Is Still Alive」
  - 「少年」

1995年
- GEISHA GIRLS
  - 「Geisha "Remix" Girls」
  - 「THE GEISHA "Remix" GIRLS SHOW - 続・炎のおっさん」

1996年
- 中谷美紀
  - 「MIND CIRCUS」
  - 「STRANGE PARADISE」

1997年
- 中谷美紀 with 坂本龍一
  - 「砂の果実」
- 中谷美紀
  - 「天国より野蛮 -WILDER THAN HEAVEN-」
  - 「いばらの冠」
- 竹中直人
  - 「君に星が降る」

1999年
- 中谷美紀
  - 「クロニック・ラヴ」
  - 「フロンティア」
- 坂本美雨
  - 「鉄道員（TETSUDOIN）」
  - 「in aquascape」

#### 2000年 - 2009年
2000年
- 坂本美雨
  - 「I'll believe the look into your eyes」
- 中谷美紀
  - 「こわれたこころ」

2001年
- 中谷美紀
  - 「エアーポケット」

2008年
- alan
  - 「懐かしい未来〜longing future〜」

### アルバム

#### 1970年代 - 1979年
1979年
- 渡辺香津美
  - 『KYLYN』

#### 1980年 - 1989年
1980年
- 矢野顕子
  - 『ごはんができたよ』
- ジャパン
  - 『孤独な影』（「テイキング・アイランズ・イン・アフリカ」のみ）
- フリクション
  - 『軋轢』

1981年
- 大村憲司
  - 『春がいっぱい』
- 清水靖晃
  - 『IQ179』（「DOLL PLAY I」「DOLL PLAY II」のみ）

1982年
- 土屋昌巳
  - 『RICE MUSIC』（「KAFKA」のみ）
- 矢野顕子
  - 『ただいま。』
  - 『愛がなくちゃね。』

1983年
- 郷ひろみ
  - 『比呂魅卿の犯罪』
- 飯島真理
  - 『Rosé』

1984年
- 矢野顕子
  - 『オーエス オーエス』

1986年
- 矢野顕子
  - 『峠のわが家』
- オムニバス
  - 『デモ・テープ1』（矢野顕子との共同プロデュース）
- ヴァージニア・アストレイ
  - 『Hope in a Darkend Heart』

1987年
- 矢野顕子
  - 『GRANOLA』
- 和田加奈子
  - 『esquisse』（「クリエイション・マイ・ハート」のみ）

1989年
- 矢野顕子
  - 『WELCOME BACK』

#### 1990年 - 1999年
1993年
- アズテック・カメラ
  - 『Dreamland』

1994年
- 山下洋輔
  - 『Asian Games』
- 今井美樹
  - 『A PLACE IN THE SUN』

1995年
- GEISHA GIRLS
  - 『THE GEISHA GIRLS SHOW - 炎の おっさんアワー』

1996年
- 中谷美紀
  - 『食物連鎖』

1997年
- 中谷美紀
  - 『cure』
- 大貫妙子
  - 『LUCY』
- 坂本美雨
  - 『aquascape』
- Vinicius Cantuária
  - 『Sol Na Cara』（「Sol Na Cara」「Corre campo」のみ）
- KENNY WEN
  - 『A Flower Is Not A Flower』（「A Flower Is Not A Flower」「Kite」のみ）

1998年
- KinKi Kids
  - 『B album』（「イノセント・ウォーズ」のみ）

1999年
- 坂本美雨
  - 『DAWN PINK』
- 中谷美紀
  - 『私生活』

#### 2000年 - 2009年
2006年
- 元ちとせ
  - 『ハナダイロ』（「死んだ女の子」のみ）

2008年
- 元ちとせ
  - 『カッシーニ』（「静夜曲」のみ）
- コトリンゴ
  - 『Sweet Nest』（「to stanford」のみ）

## 作曲

### - 1979年
1975年
- 少年少女合唱団みずうみ
  - 『海や山の神様たち - ここでも今でもない話』※全収録曲を作曲。

1977年
- 大貫妙子
  - 「振子の山羊」※アルバム『SUNSHOWER』収録。

1978年
- 高橋幸宏
  - 「ELASTIC DUMMY」※アルバム『サラヴァ!』収録。
- 吉田美奈子
  - 「影になりたい (I WANNA BE YOUR SHADOW)」※アルバム『LET'S DO IT -愛は思うまま-』収録（作詞 : 吉田美奈子, 作曲 : 吉田美奈子, 坂本龍一）。
- 曲馬館
  - 「愚者の謝肉祭のテーマ」※アルバム『泪橋哀歌・夢魔と狂騒』収録。

1979年
- シーナ&ザ・ロケッツ
  - 「ROCKET FACTORY/ロケット工場」※アルバム『真空パック』収録。

### 1980年 - 1989年
1980年
- 高橋幸宏
  - 「School Of Thought」※アルバム『音楽殺人』収録。

1981年
- 高橋幸宏
  - 「Curtains」※アルバム『NEUROMANTIC』収録。
- 宮崎美子
  - 「今は平気よ」※アルバム『Mellow』収録。

1982年
- 伊藤つかさ
  - 「恋はルンルン」※アルバム『さよなら こんにちは』収録。
- 高橋幸宏
  - 「Flashback/回想」※アルバム『WHAT, ME WORRY?』収録、原曲は明星・中華三昧CM曲「黄金の都」。

1983年
- 藤真利子
  - 「上海・夢の港町」「SO LONG」※アルバム『アブラカダブラ』収録。
- 遠藤由美子、シーラカンス
  - 「もしもタヌキが世界にいたら」
- ビートたけし
  - 「TAKESHIの、たかをくくろうか」「男というもの」※前者はアルバム『Singin’Loud II』収録。
- 矢野顕子
  - 「赤ちゃんのおしり」※「パンパース」CMソング。パンパースを2箱買うともらえた『赤ちゃんの絵本』に付いていたソノシートに収録。1989年『On The Air』でCD化され。1995年の『愛がたりない』、坂本龍一の『ワークスI - CM』にも収録された。『ワークスII - TV/Inst』にはインストゥルメンタルバージョンで収録。

1984年
- 原田知世
  - 「リセエンヌ」※アルバム『撫子純情』収録。
- Noh Mask
  - 「Empire Of The Signs」※アルバム『Oriented』収録。
- Clock On 5
  - 「Theme From Furyo」

1985年
- 荻野目洋子
  - 「無国籍ロマンス」
- モモ
  - 「空に会おうよ」※つくば万博住友館「大地の歌」メインテーマ。
- ダンプ松本
  - 「Hell's Angels」「MAJI」※ミニアルバム『極悪』に収録。

1986年
- 岡田有希子
  - 「くちびるNetwork」※坂本のアルバム『GEM』にも収録。
  - 「眠れぬ夜のAQUARIUS」「WONDER TRIP LOVER」※アルバム『ヴィーナス誕生』収録。

1988年
- パール兄弟
  - 「地上げ屋ストンプ」※アルバム『ブルー・キングダム』収録。

### 1990年 - 1999年
1990年
- 細野晴臣
  - 「Gonna Go to I Colony」※アルバム『ISLAND MUSIC』収録。

1991年
- 薬師丸ひろ子
  - 「ふたりの宇宙」「DESTINY」※アルバム『PRIMAVERA』収録。

1994年
- 今井美樹
  - 「Martiniqueの海風」「Watermark」※アルバム『A PLACE IN THE SUN』収録。

1995年
- 佐藤理
  - 「Retrofit」「Retrocognition」※アルバム『Equal』収録。

1996年
- Black & White
  - 「Who Do You Love?」

### 2000年 - 2009年
2002年
- スケッチ・ショウ
  - 「Wonderful To Me」「Supreme Secret」※アルバム『Audio Sponge』収録。

2003年
- スケッチ・ショウ
  - 「Mars」「Attention Tokyo」※アルバム『Loophole』収録。

2004年
- シンディ・ローパー
  - 「Eventually」※アルバム『Shine』収録。

- ロドリーゴ・レアン
  - 「Rosa」「António」※アルバム『Cinema』収録。

### 2010年 -
2011年
- 村治佳織
  - 「プレリュード」※アルバム『プレリュード』収録。他に映画『一命』の挿入曲「スモール・ハピネス」も収録。
- 沢井一恵
  - 「点と面」※坂本初となる箏とオーケストラの協奏曲。佐渡裕が指揮している。2010年5月16日「題名のない音楽会」で放送された。

## CM曲
アルバム『CM/TV』『ワークスI - CM』に収録されている楽曲は省略。
2003年
- ニチレイ「お弁当にGOOD!」※着うたで配信された。

2004年
- 花王「アジエンス」※キャンペーン用の3曲入りシングルが非売品として配布された。後『/04』の初回限定盤に収録。
- ニューバランス※タイトルは「Ngo」でシングル『アンダークールド』に収録。

2006年
- 東京海上日動※タイトルは「海の道」。着うたで配信された。

2008年
- ルノワール+ルノワール展※Bunkamuraザ・ミュージアムで開催された美術展。タイトルは「dancing in the sky」でシングル『koko』に収録。
- ホクレン農業協同組合連合会「大地のいのち」※タイトルは「ambiguous lucidity」でシングル『nord』（北海道限定販売）に収録。
- サムスン電子製携帯電話「OMNIA」※アルバム『アウト・オブ・ノイズ』収録の「composition 0919」が原曲。CMには坂本も出演した。

2009年
- アサヒ飲料「三ツ矢サイダー」※タイトルは「aubade」。着うたで配信された。

## ゲーム
1989年
- ハドソン「天外魔境 ZIRIA」※タイトル曲他3曲を提供。

1998年
- セガ「ドリームキャスト」※起動時のロゴマークで流れる起動音。アルバム『CM/TV』に収録。

2000年
- L.O.L.: Lack of Love

2004年
- PlayStation 2「SEVEN SAMURAI 20XX」※曲のタイトルは「Seven Samurai - ending theme」で、アルバム『キャズム』収録[1]。

2006年
- スクウェア・エニックス「聖剣伝説4」※オープニング・エンディングテーマ「Dawn of Mana」を提供。エンディングテーマはコンピレーション・アルバ厶『image7』に収録。

## テレビ
アルバム『CM/TV』『ワークスII - TV/Inst』に収録されている楽曲は省略。
1990年
- 朝日放送・オープニング ※ABCテレビでは1998年まで使用、ABCラジオでは別アレンジが1992年から2014年まで使用。「ABC SONG」副題「ＡＢＣオープニングメロディ」のタイトルがついている。[2]

## 編曲

### - 1979年
1976年
- 大貫妙子
  - 『Grey Skies』（1976年9月25日）
    - 「午后の休息」- Viola Arrangement by 坂本龍一
    - 「Wander Lust」- All Arrangements by 坂本龍一
    - 「街」- Chorus Arrangement by 大貫妙子, 坂本龍一
    - 「いつでもそばに」- Arrangement by 大貫妙子, 坂本龍一
    - 「Breakin' Blue(Instrumental)」- Rhythm & Bass Arrangements by 坂本龍一

1977年
- ピラニア軍団
  - 「ピラニア軍団」※半分以上の収録曲を編曲。
- 伊藤銀次
  - 『DEADLY DRIVE』（1977年5月25日）
    - 「風になれるなら」- ストリングス編曲
    - 「こぬか雨」- ホーン & ストリングス編曲
    - 「Sweet Daddy（スウィート・ダディ）」- ストリングス編曲

  - 「風になれるなら」（1977年5月25日）
    - 「風になれるなら」- ストリングス編曲
    - 「こぬか雨」- ホーン & ストリングス編曲
- 大貫妙子
  - 「サマー・コネクション」（1977年7月5日）
    - 「サマー・コネクション」- 編曲
    - 「部屋」 - 編曲

  - 『SUNSHOWER』（1977年7月25日）※全曲

1978年
- 南佳孝
  - 『サウス・オブ・ザ・ボーダー』
- 大貫妙子
  - 「黄昏れ」「言いだせなくて」「4:00A.M.」「突然の贈りもの」「海と少年」※アルバム『MIGNONNE』収録。

1979年
- サーカス
  - 「アメリカン・フィーリング」※1979年第21回日本レコード大賞編曲賞受賞。
  - 「ホームタウン急行」※TVドラマ「鉄道公安官」エンディングテーマ。
- 朝比奈マリア
  - 「霧雨のあとで」
- 桑江知子
  - 「サンタマリア行きの船」※アルバム『Born Free（野性に生まれて）』収録。
- 南佳孝
  - 「渚にて」「Simple Song」※アルバム『スピーク・ロー』収録。
- 酒井俊
  - アルバム『マイ・イマジネーション』
- 高橋拓也
  - 「SECRET SEASON」、「BLIND LETTER」※シングル「SECRET SEASON」収録。
- 金井夕子
  - 「チャイナ ローズ」※アルバム『チャイナ ローズ』収録。
- 桐ヶ谷仁
  - 「Unhappy Day」「四ッ谷ゆうまぐれ」「帰郷」「あさがやの街」「あなたがいる人生」※アルバム『My Love For You』収録。

### 1980年 - 1989年
1980年
- 西城秀樹
  - 「愛の園」
- 大貫妙子
  - 『ROMANTIQUE』 （1980年7月21日）
    - 「CARNAVAL」- 編曲
    - 「ディケイド・ナイト」- 編曲
    - 「雨の夜明け」- 編曲
    - 「若き日の望楼」- 編曲
    - 「BOHEMIAN」- 編曲
    - 「新しいシャツ」- 編曲
- クレスト・フォー・シンガーズ
  - シングル「ヘイ!ミスター・スマイル」

1981年
- 酒井司優子
  - 「コンピューターおばあちゃん」※オリジナルは中学生バンド「コズミック・インベンション」。
- 大貫妙子
  - 「恋人達の明日」「愛の行方」「アバンチュリエール」「テルミネ」「最後の日付」※アルバム『AVENTURE』収録。

1982年
- わらべ
  - 「めだかの兄妹」
- 三田寛子
  - 「夏の雫」
- 山田邦子
  - 「借りものの海辺」※アルバム『贅沢者』収録。
- 土屋昌巳
  - 「Kafka」※アルバム『Rice Music』収録。
- 大貫妙子
  - 「黒のクレール」「色彩都市」「ピーターラビットとわたし」「LABYRINTH」※アルバム『Cliché』収録。

1983年
- 美空ひばり
  - 「笑ってよムーンライト」
- 郷ひろみ
  - 「美貌の都」
- 大貫妙子
  - 「夏に恋する女たち」「幻惑」「PATIO」「テディ・ベア」「RECIPE」※アルバム『SIGNIFIE』収録。
- 森進一
  - 「紐育物語」

1984年
- ピエール・バルー
  - 「Saint Paul De Vence」「Boule Qui Roule」※アルバム『Le Pollen』収録。
- 大貫妙子
  - 「カイエ(II)」「宇宙みつけた」※アルバム『カイエ』収録。

1985年
- 松任谷由実・小田和正・財津和夫
  - 「今だから」
- 大貫妙子
  - 「Les aventures de TINTIN」「ベジタブル」「春の嵐」「Amico,sei felice?」「OUT OF AFRICA」「野辺」※アルバム『copine』収録。

1986年
- 高中正義
  - 「SONNA BAHAMA!」※アルバム『JUNGLE JANE』収録。

### 1990年 - 1999年
1990年
- 細野晴臣
  - 「Newronian Network」※アルバム『ISLAND MUSIC』収録。

1993年
- 矢野顕子
  - 「SHENANDOAH」「I AM A DOG」※アルバム『LOVE IS HERE』収録。

1994年
- 高野寛
  - 「夢の中で会えるでしょう」「Time and Again」

1998年
- Coldcut
  - 「Rubaiyat (Ryuichi Sakamoto Remix)」※アルバム『Let Us Replay!』収録。

### 2000年 - 2009年
2006年
- リリメグ
  - 「おやすみ -gumix remixed by 坂本龍一」※シングル「おやすみ」収録。

2007年
- 細野晴臣トリビュート・アルバム『Tribute to Haruomi Hosono』
  - 「風の谷のナウシカ」※ヴォーカルは嶺川貴子。
- 『にほんのうた 第一集』
  - 「ちいさい秋みつけた」※ヴォーカルは中谷美紀。

2008年
- 細野晴臣トリビュート・アルバム『Tribute to Haruomi Hosono 2』
  - 「ノルマンディア」※fenneszと共に編曲。
- AYUSE KOZUE
  - 「ONE」

2009年
- Solo Andata
  - 「Chorale (Look For Me Here)」※シングル「Look For Me Here」収録。

## その他
- 1969年「風が睡る」歌曲。吉本隆明の詩による。
- 1970年「ピアノ組曲」
- 1970年「梅の花」混声合唱曲。詩は万葉集による。
- 1971年「ヴァイオリンソナタ」
- 1971年「弦楽四重奏のためのエチュードI・II」
- 1972年「弦楽四重奏曲」
- 1972年「天使のまなざし」オリヴィエ・メシアンの作品のオーケストラ編曲。
- 1972年「モチモチの木」人形劇のための音楽。編成はフルート・チェロ・ピアノ。
- 1973年「オーケストラのためのコンポジション」
- 1973年「詩三篇によるうた」女声合唱曲。詩は高野佳生・サッフォー・古事記による。
- 1974年「Polycircuitus」オーケストラ作品。
- 1974年「Metaphonem」ピアノ作品。
- 1976年「分散・境界・砂」ピアノソロ。高橋アキのために書かれた。
- 1976年「反復と旋」室内オーケストラのための作品。東京藝術大学大学院の修士作品。初演は1984年に「題名のない音楽会」において行われた。
- 1981年「僕自身のために」ピアノ作品。
- 1982年「小説」東京混声合唱団の委嘱による合唱曲。村上龍のオリジナルテキストによる。
- 2002年「日本科学未来館」ジオ・コスモスで流れるBGM。アルバム『Comica』（2002年）に収録。
- 2005年「Cantus omnibus unus」第7回世界合唱シンポジウムテーマ曲。アカペラ混声四部もしくは同声三部。
- 2005年「Nokia 8800」（ノキア）携帯電話の着信音（着信メロディ）とアラート音。
  - Nokia 8800
    - Forest alarm tone（MP3ファイル）
    - Zamapara ringing tone（MP3ファイル）
    - Dharma ringing tone（MP3ファイル）（「ダーマ」、「ダルマ」）
    - Nokia tune（MP3ファイル）（Nokia Tune）

  - Nokia 8801（Nokia 8800 の北米市場向けデザイン）
    - Nokia 8801 Phone Demonstration（「Inspire」を選択すると試聴可能に）
    - NOKIA 8801（SWFファイル）
- 2007年「karesansui」VISIONAIRE #53 SOUNDに収録のアンビエント調の曲
- 2009年「Playing the Piano 2009」ツアーbookの「7」と「8」に2枚組みCD付き。30曲収録（内25曲は未発表音源）。

## レコーディング参加作品
※（直接的な）プロデュース・作曲・編曲を兼ねて参加した作品は除く。

### - 1979年
1975年
- 山下達郎
  - 「資生堂 MG5 '76」（1975年11月25日録音）[3]

1976年
- 大滝詠一、山下達郎、伊藤銀次
  - 『NIAGARA TRIANGLE Vol.1』（1976年3月25日）
  - 「ナイアガラ音頭」（1976年6月1日）
- 大滝詠一
  - 『GO! GO! NIAGARA』（1976年10月25日）

1977年
- 中島みゆき
  - 『あ・り・が・と・う』（1977年6月25日）
- 山下達郎
  - 『SPACY』（1977年6月25日）
- 東京キッドブラザース
  - 『かれが殺した驢馬』(1977年10月）
- マザー・グース
  - 「貿易風にさらされて / マリン・ブルー」（1977年11月20日）

1978年
- 矢沢永吉
  - 『ゴールドラッシュ』
- 加藤和彦
  - 『ガーディニア』
- 細野晴臣
  - 『はらいそ』
  - 『COCHIN MOON』
- 山下達郎
  - 「ハウスみぞれっ子 '78」（1978年3月28日録音）[4]。
  - 『IT'S A POPPIN' TIME』（1978年5月21日）
  - 「資生堂 FRESURE '78」（1978年6月26日録音）[3]
  - 『GO AHEAD!』（1978年12月20日）
- 中島みゆき
  - 『愛していると云ってくれ』（1978年4月10日）
- 鈴木茂
  - 『Caution!』
  - 『TELESCOPE』
- 清水靖晃
  - 『ゲット・ユー』
- カリオカ
  - 『Sunny Place Carnival』（1978年11月）
- 後藤次利
  - 『ON Bass』（1978年11月25日）

1979年
- シーナ&ザ・ロケッツ
  - 『真空パック』
- 山下達郎
  - 『MOONGLOW』（1979年10月21日）
- 鈴木茂
  - 『COSMOS '51』
  - 『White Heat』
- 後藤次利
  - 『Mr.Bassman』
- 矢野顕子
  - 『東京は夜の7時』
- 松原正樹
  - 『テイク・ア・ソング』
- 大村憲司
  - 『ファースト・ステップ』
- 高橋悠治
  - 『新ウィーン学派ピアノ作品集成』
- 井上敬三
  - 『インティメイト』
- 富樫雅彦＋高橋悠治
  - 『トワイライト』
- 桃山晴衣
  - 『弾き詠み草』
- 加藤和彦
  - 『パパ・ヘミングウェイ』

### 1980年 - 1989年
1980年
- スーザン
  - 『Do You Believe In Mazik?』
- 高橋幸宏
  - 『音楽殺人』
  - 『Neuromantic』
- ジャパン
  - 『Islands in Africa』

1981年
- 加藤和彦
  - 『ベル・エキセントリック』

1982年
- 土屋昌巳
  - 『RICE MUSIC』
- 高橋幸宏
  - 『Are You Receiving Me?』
  - 『WHAT, ME WORRY?』

1983年
- 加藤和彦
  - 『あの頃、マリー・ローランサン』

1984年
- A-Musik
  - 『E Ku Iroju』※A面5曲目「I Dance」にピアノで参加
- デヴィッド・シルヴィアン
  - 『ブリリアント・トゥリーズ』
- シーナ&ザ・ロケッツ
  - 『Viva Lava Liva』
- 竹内まりや
  - 『VARIETY』

1985年
- 高橋幸宏
  - 『WILD&MOODY』

1986年
- 矢野顕子
  - 『BROOCH』
- パブリック・イメージ・リミテッド
  - 『Album』

1987年
- オフコース
  - 『as close as possible』（1987年3月28日）※B面5曲目「嘘と噂」に参加
- デヴィッド・シルヴィアン
  - 『シークレッツ・オブ・ザ・ビーハイヴ』
- David Van Tieghem
  - 『Safety In Numbers』
- Lucia Hwong
  - 『Secret Luminescence』

1988年
- 小原礼
  - 『PICARESQUE』（1988年1月25日）

1989年
- サディスティック・ミカ・バンド
  - 『天晴』（1989年4月8日）

### 1990年 - 1999年
1991年
- マリーザ・モンチ
  - 『Mais』
- 高中正義
  - 『Ballade』

1992年
- エクトル・ザズー
  - 『Sahara Blue』

1993年
- 浅川マキ
  - 『灯ともし頃』

1994年
- テイ・トウワ
  - 『Future Listening!』
  - 『Technova』
- デヴィッド・シルヴィアン
  - 『Brilliant Trees / Words With The Shaman』

1996年
- アート・リンゼイ
  - 『O Corpo Sutil / The Subtle Body』

1997年
- アート・リンゼイ
  - 『Noon Chill』
- SUGIZO
  - 『TRUTH?』

1999年
- エクトル・ザズー
  - 『Lights In The Dark』
- デヴィッド・シルヴィアン
  - 『Dead Bees On A Cake』

### 2000年 - 2009年
2003年
- エクトル・ザズー
  - 『Strong Currents』

2005年
- Nine Horses
  - 『Snow Borne Sorrow』

2008年
- Naomi & goro
  - 『Bossa Nova Songbook1』

### 2010年 -
2011年
- 相対性理論
  - 『正しい相対性理論』※6曲目「QMSMAS」

2013年
- ギャスパー・クラウス (fr:Gaspar Claus)
  - 『序破急』 ("fr:Jo Ha Kyū")※1曲目「Jo Ha Kyu」
- ACIDMAN
  - 『新世界』※7曲目「風追い人(前編)」、8曲目「風追い人(後編)」
- 細野晴臣
  - 『Heavenly Music』※12曲目「Radio Activity」
- 高田漣
  - 『アンサンブル』
- スタン・ゲッツ&ジョアン・ジルベルト『ゲッツ/ジルベルト』の日本人アーティストによる全曲カバー・アルバム(プロデュース・アレンジ: 伊藤ゴロー)
  - 『ゲッツ/ジルベルト＋50』※3曲目「プラ・マシュカール・メウ・コラソン」(ヴォーカル: 細野晴臣)、7曲目「オ・グランジ・アモール」(インストゥルメンタル)